# Daniel Kwan

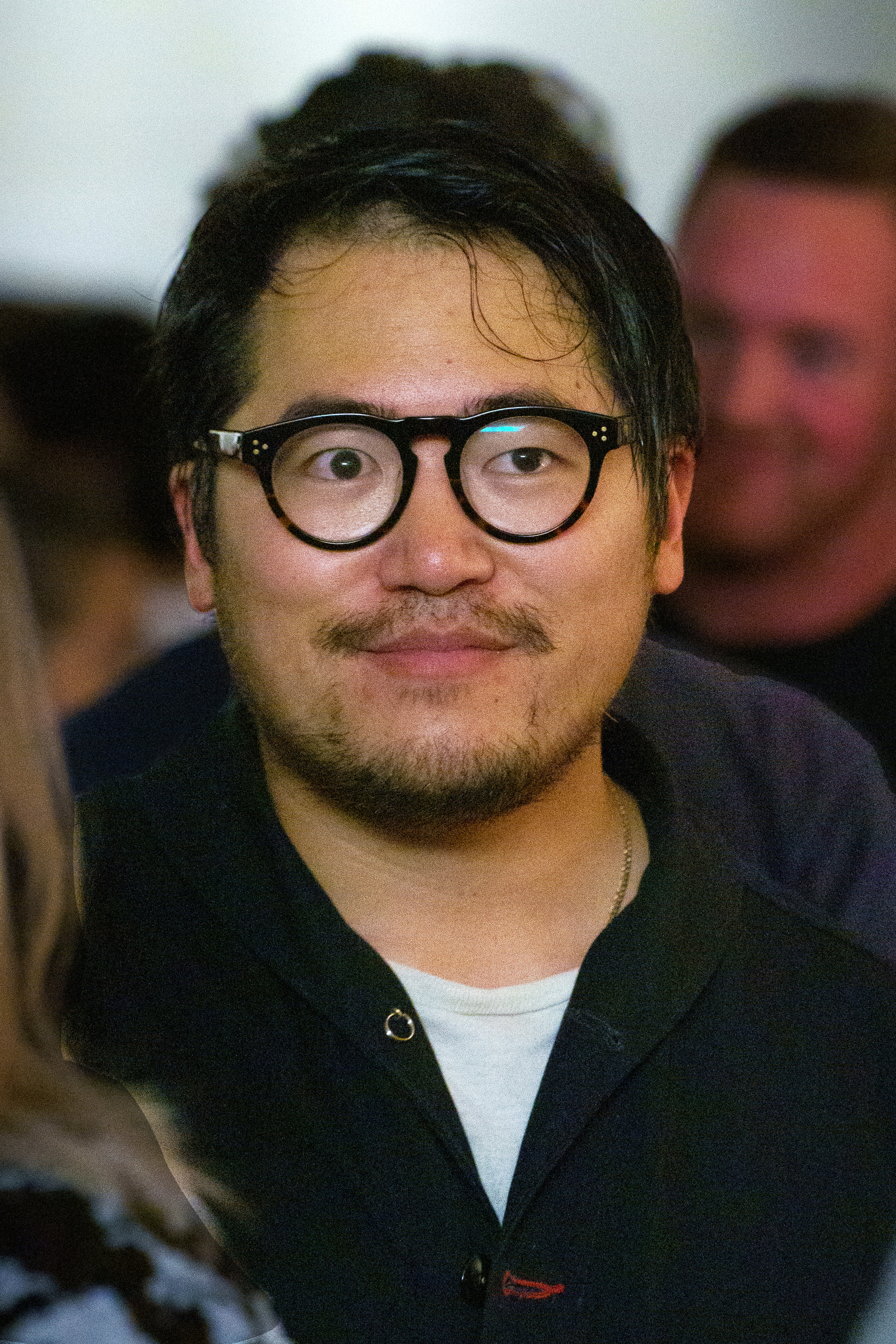
Daniel Kwan (2024)

Daniel „Dan“ Kwan (* 10. Februar 1988 in Westborough, Massachusetts) ist ein US-amerikanischer Drehbuchautor und Filmregisseur. Daniel Kwan und Daniel Scheinert sind zusammen unter dem Namen Daniels bekannt. Bei der Oscarverleihung 2023 wurde ihr Science-Fiction-Abenteuer Everything Everywhere All at Once als bester Film ausgezeichnet und Kwan und Scheinert gemeinsam für das beste Originaldrehbuch und die beste Regie.

## Leben
Daniel Kwan wuchs in Westborough in Massachusetts auf. Er besuchte die Westborough High School und schloss im Jahr 2010 sein Studium am Emerson College ab.
Im März 2014 stellte Kwan in den USA das Musikvideo DJ Snake and Lil Jon: Turn Down for What vor, bei dem er gemeinsam mit Daniel Scheinert Regie führte. Beide kannten sich vom Emerson College und besuchten die gleiche Animation Class. Für dieses erhielten sie gemeinsam 2015 eine Grammy-Nominierung. Ebenfalls 2015 arbeitete er mit Scheinert für The Pound Hole zusammen.
Fortan wurden sie als Duo Daniels bekannt. Auch bei Swiss Army Man, mit Paul Dano und Daniel Radcliffe in den Hauptrollen, führte Kwan gemeinsam mit Scheinert Regie. Der Film feierte im Januar 2016 beim Sundance Film Festival seine Weltpremiere. Auch für das Filmprojekt Omniboat: A Fast Boat Fantasia aus dem Jahr 2020 tat er sich mit Scheinert zusammen. Ebenso bei ihrem zweiten gemeinsamen Spielfilm Everything Everywhere All at Once, der im März 2022 das South by Southwest Film Festival eröffnete, am 25. März 2022 in die US-Kinos und im darauffolgenden Monat in die deutschen Kinos kam. Kwan führte zwischenzeitlich ohne Scheinert bei einer Folge der Fernsehserie Legion Regie. Ende März 2023 wurde bekannt, dass Kwan und Scheinert als Regisseure der im Star-Wars-Universum angesiedelten Fernsehserie Skeleton Crew verpflichtet wurden.
Ende Juni 2023 wurde Kwan Mitglied der Academy of Motion Picture Arts and Sciences.

## Filmografie
- 2011: My Best Friend’s Wedding/My Best Friend’s Sweating (Kurzfilm, Regie und Drehbuch)
- 2014: Possibilia (Kurzfilm, Regie und Drehbuch)
- 2016: Swiss Army Man (Regie und Drehbuch)
- 2020: Omniboat: A Fast Boat Fantasia
- 2022: Everything Everywhere All at Once (Regie und Drehbuch)
- 2024: Star Wars: Skeleton Crew (Fernsehserie, Regie, 1 Folge)

## Auszeichnungen
British Academy Film Award
- 2023: Nominierung als Bester Film (Everything Everywhere All at Once)
- 2023: Nominierung für das Beste Originaldrehbuch (Everything Everywhere All at Once)
- 2023: Nominierung für die Beste Regie (Everything Everywhere All at Once)

British Independent Film Award
- 2022: Nominierung als Bester internationaler Independent-Film (Everything Everywhere All at Once)[9]

Camerimage
- 2011: Auszeichnung für das Beste Musikvideo (Manchester Orchestra: Simple Math)
- 2014: Auszeichnung für das Beste Musikvideo (DJ Snake and Lil Jon: Turn Down for What)

Critics’ Choice Movie Award
- 2023: Auszeichnung für die Beste Regie (Everything Everywhere All at Once)
- 2023: Auszeichnung für das Beste Originaldrehbuch (Everything Everywhere All at Once)[10]

Directors Guild of America Award
- 2023: Auszeichnung für die Beste Regie – Spielfilm (Everything Everywhere All at Once)[11]

Golden Globe Award
- 2023: Nominierung für das Beste Drehbuch (Everything Everywhere All at Once)
- 2023: Nominierung für die Beste Regie (Everything Everywhere All at Once)[12]

Gotham Awards
- 2022: Auszeichnung für den Besten Film (Everything Everywhere All at Once)

Grammy Awards
- 2015: Nominierung für das Beste Musikvideo (DJ Snake and Lil Jon: Turn Down for What)

Independent Spirit Award
- 2023: Auszeichnung für die Beste Regie (Everything Everywhere All at Once)
- 2023: Auszeichnung für das Beste Drehbuch (Everything Everywhere All at Once)[13]

Oscar
- 2023: Auszeichnung für den Besten Film (Everything Everywhere All at Once)
- 2023: Auszeichnung für das Beste Originaldrehbuch (Everything Everywhere All at Once)
- 2023: Auszeichnung für die Beste Regie (Everything Everywhere All at Once)[14]

South by Southwest Film Festival
- 2015: Nominierung für den Grand Jury Award – Midnight Short (Interesting Ball)

Satellite Award
- 2022: Nominierung für das Beste Originaldrehbuch (Everything Everywhere All at Once)[15]

Saturn Award
- 2022: Nominierung für das Beste Drehbuch (Everything Everywhere All at Once)

Sundance Film Festival
- 2016: Auszeichnung mit dem Directing Award - U.S. Dramatic (Swiss Army Man)
- 2016: Nominierung für den Grand Jury Prize - Dramatic (Swiss Army Man)
- 2016: Nominierung für den Short Film Grand Jury Prize (The Pound Hole)
- 2020: Nominierung für den NEXT Innovator Award (Omniboat: A Fast Boat Fantasia)

Writers Guild of America Award
- 2023: Auszeichnung für das Beste Originaldrehbuch (Everything Everywhere All at Once)[16]